# Supertaça Portuguesa de Futsal
A Supertaça de Futsal, também conhecida como Supertaça de Portugal, é um troféu que se disputa todos os anos entre o vencedor do Campeonato Português de Futsal e o vencedor da Taça de Portugal de Futsal. No caso de o mesmo clube se sagrar Campeão Nacional e vencer a Taça de Portugal (dobradinha) disputa-se a Supertaça entre o clube que ganhou o Campeonato e o que finalista vencido da Taça. Tradicionalmente, o jogo inaugura a época seguinte mas é referente à época anterior.
O actual detentor do troféu é o Sporting que venceu a edição 2022 ao derrotar por 4-4 (3-1p) o Benfica, conquistando a 11.ª Supertaça do seu palmarés de futsal.

## Edições
| Prova disputada em jogo único |                                            |                                            |                                            |                                                |                                                |
| Época                         | Campeão Nacionar                           | Res.                                       | Vencedor da Taça                           | Local                                          | Local                                          |
| 1998                          | Correio da Manhã                           | 7 – 6                                      | Miramar FC                                 |                                                |                                                |
| Prova disputada a duas mãos   |                                            |                                            |                                            |                                                |                                                |
| Ano                           | Campeão Nacional                           | Res.                                       | Vencedor da Taça                           | 1ª Mão                                         | 2ª Mão                                         |
| 1999                          | Sporting CP                                | 6 – 11                                     | Instituto D. João V                        | 4 – 5                                          | 2 – 6                                          |
| 2000                          | Miramar FC                                 | 7 – 4                                      | Correio da Manhã                           | 6 – 4                                          | 1 – 0                                          |
| 2001                          | Sporting CP                                | 6 – 4                                      | FJ Antunes                                 | 4 – 3                                          | 2 – 1                                          |
| 2002                          | AR Freixieiro                              | 9 – 8                                      | FJ Antunes                                 | 3 – 4                                          | 6 – 4                                          |
| Prova disputada em jogo único |                                            |                                            |                                            |                                                |                                                |
| Época                         | Vencedor                                   | Resultado                                  | Finalista                                  | Local                                          | Local                                          |
| 2003                          | SL Benfica                                 | 3 – 0                                      | AR Freixieiro                              | Nazaré                                         | Nazaré                                         |
| 2004                          | Sporting CP                                | 7 – 1                                      | SL Olivais                                 | Pavilhão Acácio Rosa                           | Pavilhão Acácio Rosa                           |
| 2005                          | SL Benfica                                 | 2 – 4                                      | Boavista                                   | Pavilhão Municipal de Barcelos                 | Pavilhão Municipal de Barcelos                 |
| 2006                          | Sporting CP                                | 3 – 4 (g.p.)                               | SL Benfica                                 | Palácio dos Desportos (Torres Novas)           | Palácio dos Desportos (Torres Novas)           |
| 2007                          | SL Benfica                                 | 8 – 3                                      | SC Braga/AAUM                              | Pavilhão Municipal da Mealhada                 | Pavilhão Municipal da Mealhada                 |
| 2008                          | SL Benfica                                 | 3 – 5                                      | Sporting CP                                | Entroncamento                                  | Entroncamento                                  |
| 2009                          | SL Benfica                                 | 1 – 0                                      | CF Belenenses                              | Portimão Arena                                 | Portimão Arena                                 |
| 2010                          | Sporting CP                                | 5 – 2                                      | CF Belenenses                              | Entroncamento                                  | Entroncamento                                  |
| 2011                          | Sporting CP                                | 2 – 3                                      | SL Benfica                                 | Portimão Arena                                 | Portimão Arena                                 |
| 2012                          | SL Benfica                                 | 5 – 3                                      | Modicus                                    | Centro de Desportos de Matosinhos              | Centro de Desportos de Matosinhos              |
| 2013                          | Sporting CP                                | 4 – 1                                      | SC Braga/AAUM                              | Pavilhão Mário Mexia (Coimbra)                 | Pavilhão Mário Mexia (Coimbra)                 |
| 2014                          | Sporting CP                                | 7 – 0                                      | AD Fundão                                  | Entroncamento                                  | Entroncamento                                  |
| 2015                          | SL Benfica                                 | 6 – 3                                      | AD Fundão                                  | Oliveira de Azeméis                            | Oliveira de Azeméis                            |
| 2016                          | Sporting CP                                | 2 – 3                                      | SL Benfica                                 | Pavilhão Municipal de Loulé                    | Pavilhão Municipal de Loulé                    |
| 2017                          | Sporting CP                                | 3 – 2                                      | SL Benfica                                 | Pavilão Mário Mexia (Coimbra)                  | Pavilão Mário Mexia (Coimbra)                  |
| 2018                          | Sporting CP                                | 11 – 0                                     | GD Fabril                                  | Pavilhão Municipal de Loulé                    | Pavilhão Municipal de Loulé                    |
| 2019                          | SL Benfica                                 | 2 – 6                                      | Sporting CP                                | Palácio dos Desportos de Torres Novas          | Palácio dos Desportos de Torres Novas          |
| 2020                          | Interrompido devido à Pandemia de Covid–19 | Interrompido devido à Pandemia de Covid–19 | Interrompido devido à Pandemia de Covid–19 |                                                |                                                |
| 2021                          | SL Benfica                                 | 2 – 7                                      | Sporting CP                                | Gondomar                                       | Gondomar                                       |
| 2022                          | Sporting CP                                | 4 – 4 (3-1 g.p.)                           | SL Benfica                                 | Centro de Desportos e Congressos de Matosinhos | Centro de Desportos e Congressos de Matosinhos |
| 2023                          | Sporting CP                                | 4 – 5 (p)                                  | SL Benfica                                 | Pavilhão Multiusos de Sines                    | Pavilhão Multiusos de Sines                    |
| 2024                          | Sporting CP                                | 1 – 2                                      | SC Braga/AAUM                              | Pavilhão Municipal da Póvoa de Varzim          | Pavilhão Municipal da Póvoa de Varzim          |

Os vencedores da Supertaça encontram-se assinalados com destaque colorido.
Os clubes assinalados em itálico participaram na Supertaça como finalistas vencidos da Taça de Portugal, em virtude do Campeão Nacional ter feito a dobradinha (conquista do Campeonato e da Taça de Portugal na mesma época).

## Vencedores
| Equipa              | Vencedor | Finalista | Anos (Vencedor)                                                  | Anos (Finalista)                   |
| ------------------- | -------- | --------- | ---------------------------------------------------------------- | ---------------------------------- |
| Sporting CP         | 11       | 5         | 2001, 2004, 2008, 2010, 2013, 2014, 2017, 2018, 2019, 2021, 2022 | 1999, 2006, 2011, 2016, 2023       |
| SL Benfica          | 9        | 6         | 2003, 2006, 2007, 2009, 2011, 2012, 2015, 2016, 2023             | 2005, 2008, 2017, 2019, 2021, 2022 |
| SC Braga/AAUM       | 1        | 2         | 2024                                                             | 2007, 2013                         |
| Correio da Manhã    | 1        | 1         | 1998                                                             | 2000                               |
| Miramar             | 1        | 1         | 2000                                                             | 1998                               |
| Freixieiro          | 1        | 1         | 2002                                                             | 2003                               |
| Instituto D. João V | 1        | 0         | 1999                                                             |                                    |
| Boavista            | 1        | 0         | 2005                                                             |                                    |